# جاك موراي (لاعب كرة قدم أسترالية)
جاك موراي (بالإنجليزية: Jack Murray)‏ هو لاعب كرة قدم أسترالية أسترالي، (ولد في أستراليا الغربية في أستراليا 1913  م).

## وصلات خارجية
- جاك موراي على موقع AustralianFootball.com (الإنجليزية)